# Niemijärvi (Jukkasjärvi socken, Lappland, 756821-175564)
Niemijärvi är en sjö i Kiruna kommun i Lappland och ingår i Torneälvens huvudavrinningsområde. Sjön har en area på 0,17 kvadratkilometer och ligger 392,1 meter över havet.

## Delavrinningsområde
Niemijärvi ingår i det delavrinningsområde (756651-175872) som SMHI kallar för Mynnar i Lainioälvens vattendragsyta. Medelhöjden är 402 meter över havet och ytan är 57,09 kvadratkilometer. Räknas de 4 avrinningsområdena uppströms in blir den ackumulerade arean 162,04 kvadratkilometer. Myllyjoki (Kuormakkajoki) som avvattnar avrinningsområdet har biflödesordning 3, vilket innebär att vattnet flödar genom totalt 3 vattendrag innan det når havet efter 355 kilometer. Avrinningsområdet består mestadels av skog (60 procent) och sankmarker (37 procent). Avrinningsområdet har 1,02 kvadratkilometer vattenytor vilket ger det en sjöprocent på 1,8 procent.